# Campeonato Mato-Grossense
Het Campeonato Mato-Grossense is het staatskampioenschap voetbal van de Braziliaanse deelstaat Mato Grosso, georganiseerd door de voetbalbond van deze staat. De afgelopen jaren klom de competitie van de 22e plaats op de CBF-ranking in 2008 naar de 14de plaats in 2014 en de 12de plaats in 2020. Hierdoor mag de staat twee ploegen leveren voor de nationale Série D. Welke ploegen dit zijn wordt bepaald door de statelijke bond FMF. In principe is dit de best presterende ploeg, tenzij deze ploeg al in een hogere divisie uitkomt.

## Nationaal niveau
Ondanks dat de competitie al in 1943 van start ging werd er geen deelnemer afgevaardigd naar de eerste nationale competitie, de Taça Brasil in 1959, enkel bij de laatste editie in 1968 nam de staatskampioen deel. Ook bij de start van de Série A in 1971 was de staat er niet bij. Van 1973 tot 1986, toen alle staten een deelnemer mochten sturen, was de staat wel telkens vertegenwoordigd. Recordkampioen Mixto was in 1976 de eerste deelnemer van het huidige Mato Grosso en is met 8 seizoenen de club met de meeste deelnames. Daarvoor namen clubs deel uit Campo Grande, dat in die tijd in Mato Grosso lag, maar nu de hoofdstad is van Mato Grosso do Sul. In 1977 bereikte Operário zelfs de halve finale om de landstitel, de beste plaatst ooit voor een club uit de staat, ze verloren daar van São Paulo. In 2020 promoveerde Cuiabá voor het eerst naar de Série A.
Tot begin jaren negentig speelden Mixto, Operário en União een aantal seizoenen in de Série B, maar nadat de staat ook hier geen automatische startplaats voor kreeg bleef succes uit tot 2014 toen Luverdense zijn opwachting maakte in de Série B en speelde er vier seizoenen op rij. Deze club telt ook de meeste deelnames voor de staat in de Série C. In 2018 promoveerde Cuiabá.
Na de invoering van de Série D in 2009, werd het opzet van de Série C nu dat van de Série D waardoor de staat elk jaar twee deelnemers mag afleveren. Buiten Luverdense speelde Mixto nog één seizoen in de Série C. Luverdense degradeerde in 2019 uit de Série C.

## Overzicht kampioenen
- 1943  Mixto
- 1944  Americano
- 1945  Mixto
- 1946  Atlético
- 1947  Mixto
- 1948  Mixto
- 1949  Mixto
- 1950  Atlético
- 1951  Mixto
- 1952  Mixto
- 1953  Mixto
- 1954  Mixto
- 1955  Atlético
- 1956  Atlético
- 1957  Atlético
- 1958  Dom Bosco
- 1959  Mixto
- 1960  Dom Bosco
- 1961  Mixto
- 1962  Mixto
- 1963  Dom Bosco
- 1964  Operário Várzea-Grandense
- 1965  Mixto
- 1966  Dom Bosco
- 1967  Operário Várzea-Grandense
- 1968  Operário Várzea-Grandense
- 1969  Mixto
- 1970  Mixto
- 1971  Dom Bosco
- 1972  Operário Várzea-Grandense
- 1973  Operário Várzea-Grandense
- 1974  Operário de Campo Grande
- 1975  Comercial
- 1976  Operário de Campo Grande
- 1977  Operário de Campo Grande
- 1978  Operário de Campo Grande
- 1979  Mixto
- 1980  Mixto
- 1981  Mixto
- 1982  Mixto
- 1983  Operário Várzea-Grandense
- 1984  Mixto
- 1985  Operário Várzea-Grandense
- 1986  Operário Várzea-Grandense
- 1987  Operário Várzea-Grandense
- 1988  Mixto
- 1989  Mixto
- 1990  Sinop
- 1991  Dom Bosco
- 1992  Sorriso
- 1993  Sorriso
- 1994  Operário Várzea-Grandense
- 1995  EC Operário
- 1996  Mixto
- 1997  EC Operário
- 1998  Sinop
- 1999  Sinop
- 2000  Juventude
- 2001  Juventude
- 2002  EC Operário
- 2003  Cuiabá
- 2004  Cuiabá
- 2005  Vila Aurora
- 2006  Operário FC
- 2007  Cacerense
- 2008  Mixto
- 2009  Luverdense
- 2010  União
- 2011  Cuiabá
- 2012  Luverdense
- 2013  Cuiabá
- 2014  Cuiabá
- 2015  Cuiabá
- 2016  Luverdense
- 2017  Cuiabá
- 2018  Cuiabá
- 2019  Cuiabá
- 2020  Nova Mutum
- 2021  Cuiabá
- 2022  Cuiabá
- 2023  Cuiabá
- 2024  Cuiabá

## Winnaars
| Club                      | Stad               | Titels | Seizoenen |
| ------------------------- | ------------------ | ------ | --- |
| Mixto                     | Cuiabá             | 24     | 1943, 1945, 1947, 1948, 1949, 1951, 1952, 1953, 1954, 1959, 1961, 1962, 1965, 1969, 1970, 1979, 1980, 1981 1982, 1984, 1988, 1989, 1996, 2008 |
| Cuiabá                    | Cuiabá             | 13     | 2003, 2004, 2011, 2013, 2014, 2015, 2017, 2018, 2019, 2021, 2022, 2023, 2024                                                                  |
| Operário Várzea-Grandense | Várzea Grande      | 10     | 1964, 1967, 1968, 1972, 1973, 1983, 1985, 1986, 1987, 1994                                                                                    |
| Dom Bosco                 | Cuiabá             | 6      | 1958, 1960, 1963, 1966, 1971, 1991 |
| Atlético Matogrossense    | Cuiabá             | 5      | 1946, 1950, 1955, 1956, 1957 |
| Operário (CG)             | Campo Grande       | 4      | 1974, 1976, 1977, 1978 |
| Luverdense                | Lucas do Rio Verde | 3      | 2009, 2012, 2016 |
| EC Operário               | Várzea Grande      | 3      | 1995, 1997, 2002 |
| Sinop                     | Sinop              | 3      | 1990, 1998, 1999 |
| Juventude                 | Primavera do Leste | 2      | 2000, 2001 |
| Sorriso                   | Sorriso            | 2      | 1992, 1993 |
| Operário FC               | Várzea Grande      | 1      | 2006 |
| União Rondonópolis        | Rondonópolis       | 1      | 2010 |
| Americano                 | Cuiabá             | 1      | 1944 |
| Comercial                 | Campo Grande       | 1      | 1975 |
| Cacerense                 | Cáceres            | 1      | 2007 |
| Vila Aurora               | Rondonópolis       | 1      | 2005 |
| Nova Mutm                 | Nova Mutum         | 1      | 2020 |

## Eeuwige ranglijst
Vetgedrukt de clubs die in 2025 in de hoogste klasse spelen. Indien er (MS) achter de club staat zijn dat clubs uit de staat Mato Grosso do Sul, die tot 1978 in deze competitie speelden.
| Club                       | Stad                      | /83 | Periode (1943-2025)                                                         |
| -------------------------- | ------------------------- | --- | --------------------------------------------------------------------------- |
| Mixto                      | Cuiabá                    | 75  | 1943-1945, 1947-1954, 1956-1994, 1996-1997, 2000-2001, 2003-2020, 2023-.... |
| Dom Bosco                  | Cuiabá                    | 71  | 1943-1945, 1947-1998, 2001-2004, 2006-2007, 2015-2024                       |
| União Rondonópolis         | Rondonópolis              | 53  | 1973-....                                                                   |
| Operário Várzea-Grandense  | Várzea Grande             | 47  | 1958-1969, 1971-1989, 1991-1994, 2014-....                                  |
| Mato Grosso                | Cuiabá                    | 41  | 1952-1972, 1977-1988, 1999-2000, 2008-2010, 2012-2014                       |
| Barra do Garças            | Barra do Garças           | 33  | 1978-1991, 1993-1999, 2001-2012                                             |
| Sinop                      | Sinop                     | 28  | 1989-1991, 1994-2004, 2007-2011, 2013-2021                                  |
| Atlético Matogrossense     | Cuiabá                    | 24  | 1944-1945, 1949-1966, 1984-1987                                             |
| Luverdense                 | Lucas do Rio Verde        | 22  | 2004-....                                                                   |
| Cuiabá                     | Cuiabá                    | 20  | 2003-2006, 2010-....                                                        |
| Vila Aurora                | Rondonópolis              | 18  | 1990-1992, 1994-1995, 2001-2013                                             |
| Cáceres                    | Cáceres                   | 16  | 1977, 1979, 1987-1991, 1995-2001, 2009-2010                                 |
| Americano                  | Cuiabá                    | 15  | 1943-1944, 1947-1955, 1957-1960                                             |
| Grêmio Jaciara             | Jaciara                   | 15  | 1988-1990, 1992, 1994, 1996, 1999-2000, 2003-2009                           |
| Sorriso                    | Sorriso                   | 15  | 1992-1995, 1997, 2001, 2004-2012                                            |
| Operário FC                | Várzea Grande             | 12  | 2003-2011, 2016-2017, 2019                                                  |
| Cacerense                  | Cáceres                   | 11  | 2006-2010, 2013-2017, 2023                                                  |
| Campinas                   | Cuiabá                    | 10  | 1956-1965                                                                   |
| Juventude                  | Primavera do Leste        | 10  | 1991-1992, 1994, 1999-2003, 2005, 2007                                      |
| XV de Novembro             | Cuiabá                    | 10  | 1956-1965                                                                   |
| Rondonópolis               | Rondonópolis              | 8   | 2008-2015                                                                   |
| EC Operário                | Várzea Grande             | 7   | 1995-2000, 2002                                                             |
| Riachuelo                  | Cuiabá                    | 7   | 1963-1969                                                                   |
| AA Araguaia                | Barra do Garças           | 6   | 2016-2020, 2024                                                             |
| Comercial (MS)             | Campo Grande              | 6   | 1973-1978                                                                   |
| Operário Campo Grande (MS) | Campo Grande              | 6   | 1973-1978                                                                   |
| Paulistano                 | Cuiabá                    | 6   | 1943-1944, 1947-1950                                                        |
| Santa Cruz                 | Barra do Bugres           | 6   | 2001-2006                                                                   |
| Nova Mutum                 | Nova Mutum                | 6   | 2020-....                                                                   |
| Atlético Campoverdense     | Campo Verde               | 5   | 2008-2012                                                                   |
| Cruzeiro                   | Cuiabá                    | 5   | 1945, 1955-1958                                                             |
| Santo Antônio              | Cuiabá                    | 5   | 1955-1959                                                                   |
| Poconé                     | Poconé                    | 5   | 2015-2016, 2018, 2020-2021                                                  |
| Ação                       | Santo Antônio do Leverger | 4   | 2008, 2018, 2021-2022                                                       |
| Araguaia AC                | Alto Araguaia             | 4   | 1999, 2008-2010                                                             |
| Boa Vista                  | Cuiabá                    | 4   | 1966-1969                                                                   |
| Comercial de Poconé        | Poconé                    | 4   | 1970-1972, 1976                                                             |
| Academia                   | Rondonópolis              | 4   | 2022-....                                                                   |
| São Cristóvão              | Cuiabá                    | 4   | 1967-1968, 1970-1971                                                        |
| São José                   | São José do Rio Claro     | 4   | 1993-1994, 1999, 2005                                                       |
| SC Tangará                 | Tangará da Serra          | 4   | 2004-2005, 2008-2009                                                        |
| Tangará EC                 | Tangará da Serra          | 4   | 1991, 1993-1995                                                             |
| Sport Sinop                | Sinop                     | 3   | 2022-2023, 2025-...                                                         |
| Berga                      | Cuiabá                    | 3   | 2000, 2002, 2005                                                            |
| Nova Xavantina             | Nova Xavantina            | 3   | 2002-2003, 2008                                                             |
| Postal Telegráfica         | Cuiabá                    | 3   | 1961-1963                                                                   |
| Ubiratan (MS)              | Dourados                  | 3   | 1974-1976                                                                   |
| ABC                        | Cuiabá                    | 2   | 1947-1948                                                                   |
| Aeroviários                | Cuiabá                    | 2   | 1959-1960                                                                   |
| Alta Floresta              | Alta Floresta             | 2   | 1992-1993                                                                   |
| Diamantino                 | Diamantino                | 2   | 1999, 2002                                                                  |
| Gabirobense                | Alto Araguaia             | 2   | 1991, 1993                                                                  |
| EC Indepedente             | Poxoréu                   | 2   | 1989-1990                                                                   |
| Industriária (MS)          | Campo Grande              | 2   | 1976-1977                                                                   |
| Internacional              | Cuiabá                    | 2   | 1966, 1989                                                                  |
| Moto                       | Cuiabá                    | 2   | 1949-1950                                                                   |
| Parecis                    | Campo Novo do Parecis     | 2   | 2004, 2008                                                                  |
| Primavera EC               | Primavera do Leste        | 2   | 2008, 2011                                                                  |
| União de Vera              | Vera                      | 2   | 1993-1994                                                                   |
| União Garimpeira           | Nortelândia               | 2   | 1990, 1995                                                                  |
| Vasco da Gama              | Cuiabá                    | 2   | 1961-1962                                                                   |
| Grêmio Sorriso             | Sorriso                   | 2   | 2021-2022                                                                   |
| Primavera AC               | Primavera do Leste        | 2   | 2024-....                                                                   |
| Juara                      | Juara                     | 1   | 2019                                                                        |
| Nova Ubiratã               | Nova Ubiratã              | 1   | 2008                                                                        |
| Arsenal                    | Sorriso                   | 1   | 2002                                                                        |
| AD Mato Grosso             | Várzea Grande             | 1   | 1999                                                                        |
| Flórida                    | São José do Rio Claro     | 1   | 1996                                                                        |
| Colíder                    | Colíder                   | 1   | 1993                                                                        |
| União de Juara             | Juara                     | 1   | 1993                                                                        |
| Diamantinense              | Diamantino                | 1   | 1991                                                                        |
| Litrão                     | Tangará da Serra          | 1   | 1990                                                                        |
| Real Colíder               | Colíder                   | 1   | 1990                                                                        |
| Vasco da Gama              | Tangará da Serra          | 1   | 1989                                                                        |
| Tubarão                    | Rio Branco                | 1   | 1988                                                                        |
| Tremendão                  | Cáceres                   | 1   | 1983                                                                        |
| Humaitá                    | Cáceres                   | 1   | 1980                                                                        |
| 21 de Abril (MS)           | Fátima do Sul             | 1   | 1978                                                                        |
| Operário de Dourados (MS)  | Dourados                  | 1   | 1976                                                                        |
| Marítimos (MS)             | Corumbá                   | 1   | 1975                                                                        |
| Real Madrid                | Cuiabá                    | 1   | 1970                                                                        |
| Estado Novo                | Cuiabá                    | 1   | 1943                                                                        |